# Liste der Kulturdenkmäler in Pottum
In der Liste der Kulturdenkmäler in Pottum sind alle Kulturdenkmäler der rheinland-pfälzischen Ortsgemeinde Pottum aufgeführt. Grundlage ist die Denkmalliste des Landes Rheinland-Pfalz (Stand: 21. Dezember 2021).

## Einzeldenkmäler
| Bezeichnung | Lage               | Baujahr                            | Beschreibung | Bild                           |
| ----------- | ------------------ | ---------------------------------- | --- | ------------------------------ |
| Wohnhaus    | Hermannsweg 1 Lage | zweite Hälfte des 18. Jahrhunderts | Wohnhaus, teilweise massiv und verschiefert oder mit Zierfachwerk, zweite Hälfte des 18. Jahrhunderts                   | Fotos hochladen                |
| Kirchturm   | Kirchweg Lage      | Mitte des 19. Jahrhunderts         | am Neubau der katholischen Pfarrkirche St. Bartholomäus: dreigeschossiger Turm, wohl aus der Mitte des 19. Jahrhunderts | weitere Bilder Fotos hochladen |